# Dzielnica Wielkopolska Polskiego Towarzystwa Gimnastycznego „Sokół”
Dzielnica Wielkopolska Polskiego Towarzystwa Gimnastycznego „Sokół” – struktura organizacyjna, która powstała w 1921 roku. Podporządkowana organizacyjnie Związkowi Towarzystw Gimnastycznych "Sokół" w Polsce z siedzibą we Poznaniu.

## Historia
W 1918 roku organizacja sokolstwa z trzech zaborów została scalona i zreorganizowana. W 1921 roku powstał Związek Towarzystw Gimnastycznych "Sokół" w Polsce. Zgodnie z przyjętym w 1921 roku statutem zaczęła obowiązywać nowa organizacja. Wszystkie Towarzystwa podzielono na Okręgi. W skład Okręgu wchodziło kilka lub kilkanaście Towarzystw. Okręgi łączyły się w Dzielnice.
W 1938 roku w skład Dzielnicy wchodziły okręgi ( w nawiasie liczba członków)ː Gniezno (1034), Inowrocław (1220), Jarocin (987), Kępno (667), Konin (189), Kościan (683), Leszno (1185), Lwówek (478), Ostrów Wielkopolski (922), Poznań (2202), Rogoźno (577), Środa (256), Wągrowiec (447), Wolsztyn (509), Wronki (591). 